# ويل بي ستيفنسون
ويل بي ستيفنسون (بالإنجليزية: Will P. Stephenson)‏ هو قاضي ومحامي أمريكي، ولد في 31 يوليو 1868 في Bentonville, Ohio ‏ في الولايات المتحدة، وتوفي في 23 أبريل 1943 في سينسيناتي في الولايات المتحدة.